# Cinque nō moderni
Cinque nō moderni (近代能楽集?, Kindai nōgaku shū, lett. "Collezione di nōgaku moderni") è una raccolta di drammi dello scrittore giapponese Yukio Mishima, composti tra il 1950 e 1955 e presentati a Tokyo come drammi moderni. Di questi cinque, soltanto Il Tamburo di Damasco fu messo in scena con i tipici costumi nō, mentre la rappresentazione di Signora Aoi fu ispirata all'Opera occidentale.
Tutti i testi ripropongono vecchie trame nō o storie tradizionali, traslandole in un ambiente moderno. Per questo lavoro, nel 1955 Mishima ha ricevuto il prestigioso premio Kishida per le opere drammatiche.

## Drammi
- Sotoba Komachi

Un poeta incontra Komachi, una vecchia dall'aspetto non più gradevole, in un parco di Tokyo, e lei ricorda di quando era bella oltre ottanta anni prima: ricorda di una notte negli anni '80 del 1800 e con l'aiuto del poeta (che interpreta il militare di cui si era innamorata) ricordano quei momenti. 
Il poeta comprende il posto in cui risiede la bellezza della donna e va oltre la sua senilità, costretto, però, a non svelarle nulla, perché svelarle ciò che prova equivarrebbe a ucciderla.
- Il tamburo di Damasco

Un anziano si innamora di una vicina, che insieme ad alcuni suoi amici decide di prendersi gioco di lui: solo se riuscirà a far suonare il suo tamburo, costruito col damasco, quindi impossibile da far risuonare, il vecchietto potrà guadagnarsi un bacio.
- Kantan

Un giovane senza alcun obiettivo nella sua vita vacua si chiede cosa succederebbe se riuscisse a dormire su un cuscino capace di far comprendere al sognatore ciò che lui già capisce, ovvero la futilità della vita.
- Hanjo
- La Signora Aoi